# Natação no Campeonato Europeu de Esportes Aquáticos de 2021 - 200 m borboleta feminino
A prova dos 200 metros borboleta feminino da natação no Campeonato Europeu de Esportes Aquáticos de 2021 ocorreu nos dias 19 e 20 de maio na Arena Danúbio, em Budapeste na Hungria. 

## Calendário
| Fase          | Data       | Hora  |
| ------------- | ---------- | ----- |
| Eliminatórias | 19 de maio | 10:18 |
| Semifinal     | 19 de maio | 18:44 |
| Final         | 20 de maio | 18:00 |

Todos os horários estão no horário local (UTC+1)

## Recordes
Antes desta competição, os recordes eram os seguintes:
|                       | Nadadora        | Tempo   | Local  | Data                  |
| --------------------- | --------------- | ------- | ------ | --------------------- |
| Recorde mundial       | Liu Zige        | 2:01.81 | Jinan  | 20 de outubro de 2009 |
| Recorde europeu       | Katinka Hosszú  | 2:04.27 | Roma   | 29 de julho de 2009   |
| Recorde do campeonato | Mireia Belmonte | 2:04.79 | Berlim | 24 de agosto de 2014  |

## Medalhistas
| Ouro                 | Prata                | Bronze                  |
| Boglárka Kapás (HUN) | Katinka Hosszú (HUN) | Svetlana Chimrova (RUS) |

## Resultados

### Eliminatórias
Esses foram os resultados das eliminatórias. 
| Pos. | Bateria | Raia | Nadadora              | Nacionalidade        | Tempo   | Notas  |
| ---- | ------- | ---- | --------------------- | -------------------- | ------- | ------ |
| 1    | 2       | 4    | Boglárka Kapás        | Hungria              | 2:07.61 | Q      |
| 2    | 3       | 4    | Katinka Hosszú        | Hungria              | 2:08.36 | Q      |
| 3    | 2       | 5    | Laura Stephens        | Reino Unido          | 2:09.15 | Q      |
| 4    | 3       | 5    | Zsuzsanna Jakabos     | Hungria              | 2:09.35 |        |
| 5    | 3       | 6    | Helena Rosendahl Bach | Dinamarca            | 2:09.42 | Q      |
| 6    | 1       | 5    | Svetlana Chimrova     | Rússia               | 2:09.48 | Q      |
| 7    | 1       | 3    | Keanna MacInnes       | Reino Unido          | 2:09.82 | Q      |
| 8    | 2       | 6    | Ilaria Cusinato       | Itália               | 2:10.18 | Q      |
| 9    | 2       | 3    | Ana Monteiro          | Portugal             | 2:10.73 | Q      |
| 10   | 2       | 7    | Dóra Hatházi          | Hungria              | 2:10.75 |        |
| 11   | 1       | 2    | Kathrin Demler        | Alemanha             | 2:10.84 | Q      |
| 12   | 1       | 7    | Nida Eliz Üstündağ    | Turquia              | 2:11.02 | Q      |
| 13   | 3       | 3    | Emily Large           | Reino Unido          | 2:11.08 |        |
| 14   | 1       | 4    | Alys Thomas           | Reino Unido          | 2:11.51 |        |
| 15   | 2       | 2    | Antonella Crispino    | Itália               | 2:11.85 | Q      |
| 16   | 3       | 1    | Klaudia Naziębło      | Polónia              | 2:12.82 | Q      |
| 17   | 3       | 2    | Claudia Hufnagl       | Áustria              | 2:12.87 | Q      |
| 18   | 1       | 8    | Carlota Torrontegui   | Espanha              | 2:13.33 | Q      |
| 19   | 2       | 1    | Anna Ntountounaki     | Grécia               | 2:14.69 | Q, RET |
| 20   | 3       | 8    | Amina Kajtaz          | Bósnia e Herzegovina | 2:14.98 | Q      |
| 21   | 2       | 0    | Fanny Borer           | Suíça                | 2:15.83 | Q      |
| 22   | 2       | 8    | Aleksandra Knop       | Polónia              | 2:16.09 |        |
| 22   | 3       | 7    | Laura Lahtinen        | Finlândia            | 2:16.09 |        |
| 24   | 1       | 0    | Iva Hrsto             | Croácia              | 2:17.04 |        |
| 25   | 3       | 0    | Tamara Schaad         | Suíça                | 2:17.48 |        |
| 26   | 1       | 1    | Viktoriya Kostromina  | Ucrânia              | 2:19.20 |        |
| 27   | 3       | 9    | Iman Avdić            | Bósnia e Herzegovina | 2:23.73 |        |
| 28   | 2       | 9    | Katie Rock            | Albânia              | 2:30.07 |        |
| 29   | 1       | 6    | Defne Taçyıldız       | Turquia              | DNS     | DNS    |

### Semifinal
Esses foram os resultados das semifinais. 
Semifinal 1
| Pos. | Raia | Nadadora              | Nacionalidade | Tempo   | Notas |
| ---- | ---- | --------------------- | ------------- | ------- | ----- |
| 1    | 4    | Katinka Hosszú        | Hungria       | 2:08.75 | Q     |
| 2    | 5    | Helena Rosendahl Bach | Dinamarca     | 2:08.95 | Q     |
| 3    | 3    | Keanna MacInnes       | Reino Unido   | 2:09.76 | q     |
| 4    | 6    | Ana Monteiro          | Portugal      | 2:10.07 |       |
| 5    | 2    | Nida Eliz Üstündağ    | Turquia       | 2:10.11 |       |
| 6    | 7    | Klaudia Naziębło      | Polónia       | 2:12.57 |       |
| 7    | 1    | Carlota Torrontegui   | Espanha       | 2:14.53 |       |
| 8    | 8    | Fanny Borer           | Suíça         | 2:15.79 |       |

Semifinal 2
| Pos. | Raia | Nadadora           | Nacionalidade        | Tempo   | Notas |
| ---- | ---- | ------------------ | -------------------- | ------- | ----- |
| 1    | 4    | Boglárka Kapás     | Hungria              | 2:07.25 | Q     |
| 2    | 3    | Svetlana Chimrova  | Rússia               | 2:09.08 | Q     |
| 3    | 6    | Ilaria Cusinato    | Itália               | 2:09.32 | q     |
| 4    | 5    | Laura Stephens     | Reino Unido          | 2:09.39 | q     |
| 5    | 2    | Kathrin Demler     | Alemanha             | 2:09.59 | q     |
| 6    | 7    | Antonella Crispino | Itália               | 2:10.74 |       |
| 7    | 1    | Claudia Hufnagl    | Áustria              | 2:12.32 |       |
| 8    | 8    | Amina Kajtaz       | Bósnia e Herzegovina | 2:15.52 |       |

### Final
Esse foi o resultado da final. 
| Pos.              | Raia | Nadadora              | Nacionalidade | Tempo   | Notas |
| ----------------- | ---- | --------------------- | ------------- | ------- | ----- |
| Medalha de ouro   | 4    | Boglárka Kapás        | Hungria       | 2:06.50 |       |
| Medalha de prata  | 5    | Katinka Hosszú        | Hungria       | 2:08.14 |       |
| Medalha de bronze | 6    | Svetlana Chimrova     | Rússia        | 2:08.55 |       |
| 4                 | 3    | Helena Rosendahl Bach | Dinamarca     | 2:08.89 |       |
| 5                 | 2    | Ilaria Cusinato       | Itália        | 2:08.91 |       |
| 6                 | 7    | Laura Stephens        | Reino Unido   | 2:09.42 |       |
| 7                 | 1    | Kathrin Demler        | Alemanha      | 2:09.94 |       |
| 8                 | 8    | Keanna MacInnes       | Reino Unido   | 2:10.25 |       |

Legenda
| Recorde mundial       | Recorde mundial (World record)               |                       | Recorde africano                      | Recorde africano (African) |                                           | Q | Classificado por posição (Qualified) |
| Recorde do campeonato | Recorde do campeonato (Championship record)  | Recorde da América    | Recorde da América (Americas)         | q                          | Classificado por melhor tempo (Qualified) |   |                                      |
| Melhor marca do ano   | Melhor marca do ano (World leading)          | Recorde asiático      | Recorde asiático (Asian)              | DNS                        | Não largou (Did not start)                |   |                                      |
| Recorde nacional      | Recorde nacional (National record)           | Recorde europeu       | Recorde europeu (European)            | DNF                        | Não terminou (Did not finish)             |   |                                      |
| Recorde pessoal       | Recorde pessoal do atleta (Personal best)    | Recorde da Oceania    | Recorde da Oceania (Oceania)          | DSQ / DQ                   | Desclassificado (Disqualified)            |   |                                      |
| Recorde da temporada  | Recorde da temporada do atleta (Season best) | Recorde sul-americano | Recorde sul-americano (South America) | NM                         | Sem marca (No mark)                       |   |                                      |